# Mosquée du Roi Abdelaziz
La Mosquée du Roi Abdelaziz, aussi appelée Mosquée de Marbella, est un temple islamique situé dans la ville de Marbella, dans la province de Málaga, en Espagne. Edifiée en 1981, elle est la première mosquée édifiée en Espagne depuis la Reconquista. 

## Histoire
Comme les mosquées de Fuengirola et de Málaga, la Mosquée de Marbella a été financée avec de l'argent originaire d'Arabie Saoudite, mais est dirigé depuis plusieurs dizaines d'années par des maghrébins qui y diffusent le soufisme qu'on retrouve notamment au Maroc. La mosquée a été commanditée par le prince Salman en honneur du roi Fahd, assidu de Marbella. 

## Description
Le bâtiment est un exemple d'architecture andalouse contemporaine inspirée par l'architecture arabe. Il est l'œuvre de l'architecte cordouan Juan Mora. La mosquée a une capacité de plus de 800 personnes et compte des logements pour l'imam, une bibliothèque et des jardins.